# Rămâi cu mine
Rămâi cu mine este cel de-al doilea serial original produs de HBO Europe în întregime în România. 
Serialul urmărește relațiile complexe dintre oameni și încercările lor de a se cunoaște pe sine și pe cei din jur. Într-un oraș dinamic și plin de culoare, opt tineri singuri caută dragostea, prietenia și, mai mult, se caută pe sine. Unii dintre ei vor găsi ceea ce își doresc, în timp ce alții vor continua căutarea.

## Despre producție
Producția are la bază formatul israelian Matay nitnashek și a fost adaptat de către HBO și în Ungaria, Polonia și Cehia.
Filmările pentru serial au durat 11 săptămâni și s-au desfășurat în 57 de locații, aflate, în mare parte, în București. La filmări au participat 70 de actori și peste 600 de figuranți și au fost folosite peste 400 de costume. Cele 13 episoade ale serialului propun o nouă perspectivă asupra orașului și sunt menite să arate o imagine vie, optimistă și frumoasă a Bucureștiului.
- Premiera în România: 1 decembrie 2013
- Regia: Constantin Popescu și Mihai Bauman
- Scenariul: Lia Bugnar
- Producător: Tino Furtună
- Producător executiv HBO România: Carmen Harabagiu
- Producător HBO România: Aurelian Nica
- Producător asociat HBO România: Gabriela Ceuță

## Distribuția și echipa
- Iulia Lumânare în rolul Eva Anghel
- Aureliu Surulescu în rolul David Damian
- Monica Ciută în rolul Mona Mureșan
- Andi Vasluianu în rolul Adrian Barbu
- Cosmina Stratan în rolul Dorina Simionescu
- Antonia Ionescu Micu în rolul Laura Barbu
- Lucian Ifrim în rolul Virgil Dumbravă
- Andreea Gheorghe în rolul Iasmina Dumitrescu Sturza
- Natașa Raab în rolul Silvia Anghel
- Paul Ipate în rolul Rudy
- William Hope în rolul Tony
- Ștefan Sileanu în rolul Tatăl lui David

## Sinopsis
În cele 13 episoade ale producției HBO este vorba, de fapt, despre natura umană: regăsim oamenii așa cum sunt ei în esența lor, cu pasiunile, iluziile, temerile, singurătatea, nesiguranța și visurile lor. Serialul vorbește despre relațiile oamenilor cu ceilalți, dar mai ales cu ei înșiși. Orașul în care aceste destine se întâlnesc nu este doar fundalul tuturor acestor povești, ci reprezintă în sine un personaj care trăiește intens și vibrează la fiecare acțiune.
Laura este o femeie căsătorită, care nu vrea să vadă problemele din relația sa și este în căutarea unui mod în care să se simtă iubită. Adrian, soțul ei, caută mereu în altă parte ceea ce ea nu pare să îi poată oferi și intră într-o relație cu o femeie misterioasă cu care se întâlnește pe întuneric, în camere de hotel. Momentul în care o necunoscută intră în viața lui îi influențează viața pentru totdeauna.
Eva, fosta amantă a lui Adrian, care și-a căutat tatăl toată viața și are o relație extrem de tensionată cu mama ei, Silvia, se îndrăgostește de David, un bărbat pe care l-a căutat întreaga viață. Dar, între timp, Iasmina, o femeie pe cât de interesantă, pe atât de hotărâtă, reușește să îl „prindă”pe David înaintea Evei și vrea să-l păstreze cu orice preț. 
Mona este prietena Laurei. Este o contabilă timidă și deloc atrăgătoare, dar cu o inimă mare, aflată într-o permanentă căutare a unor relații imposibile cu bărbați întâlniți online. Viața ei se complică atunci când începe o  poveste cu un bărbat despre care nu știe mai nimic. Fanteziile ei o țin atât de ocupată încât nu-l observă pe Virgil, managerul de marketing de la clinica unde lucrează, un bărbat timid care este foarte îndrăgostit de ea și care îi stă mereu alături.